# (2903) Zhuhai
(2903) Zhuhai (1981 UV9) – planetoida z grupy pasa głównego asteroid okrążająca Słońce w ciągu 4,1 lat w średniej odległości 2,56 au. Odkryta 23 października 1981 roku.